# Furnace Creek
Furnace Creek è una località priva di amministrazione  degli Stati Uniti d'America, situata in California, in particolare nella contea di Inyo.

## Clima
Situato nella Valle della Morte, è il luogo in cui si registrò la temperatura più elevata di sempre: il 10 luglio 1913 furono infatti registrati 56,7°C. Nel luglio del 1972 fu misurata invece una temperatura del suolo di ben 94°C. Il 17 luglio 2023 venne registrata una temperatura di 56°C.